# 近板踝龙属
近板踝龙（学名：Plesioplatecarpus）是扁掌龙亚科沧龙已灭绝的一个属，生存于晚白垩世（科尼亚克阶中期至桑托阶中期）的墨西哥湾北部及北美西部内陆盆地。

## 历史

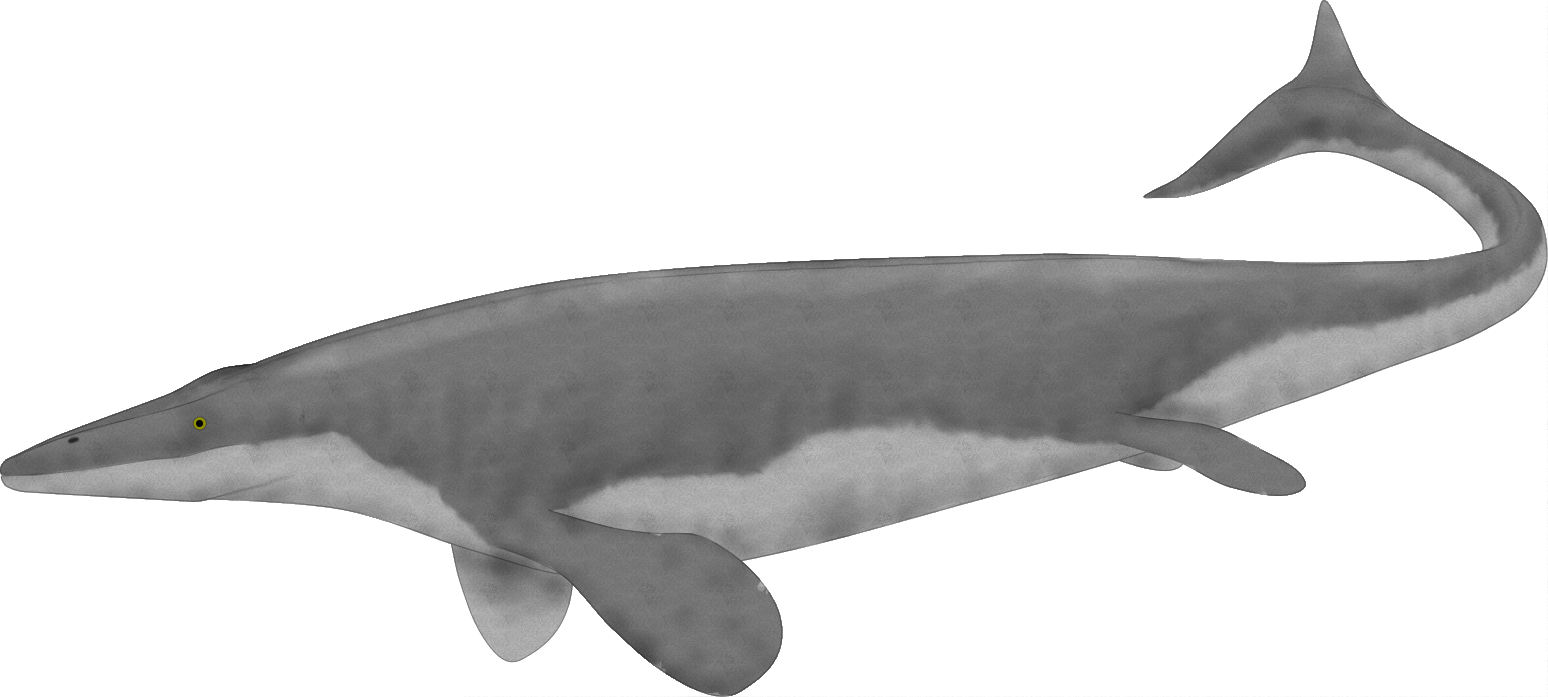
复原图

近板踝龙最初由科普于1874年命名为平额硬椎龙（Clidastes planifrons），后被重新归入板踝龙。近板踝龙一名是由小西拓也和迈克尔·卡德威尔于2011年创建以包含平额板踝龙，系统发育分析发现其与板踝龙存在差异。其所知于正模标本AMNH 1491，为一副接近完整的骨骼。还有许多其它标本归入该物种，包括FHSM VP2116及2296、UALVP 24240及40402和YPM 40508。